# 2019 у Миколаєві
| Роки в Миколаєві ← • 2001 • 2002 • 2003 • 2004 • 2005 • 2006 • 2007 • 2008 • 2009 • 2010 • 2011 • 2012 • 2013 • 2014 • 2015 • 2016 • 2017 • 2018 • 2019 • 2020 • 2021 • 2022 • 2023 • 2024 → |

2019 у Миколаєві — список важливих подій, що відбулись у 2019 році в Миколаєві. Також подано перелік відомих осіб, пов'язаних з містом, що померли цього року. З часом буде додано відомих миколаївців, що народилися у 2019 році.

## Населення
Чисельність наявного населення Миколаєва на 1 січня 2019 року склала 483,2 тис. осіб, що на 3,1 тис. осіб менше ніж 2018 (486,3).

## Події
- 9 вересня пройшла презентація нового бренду, фірмового стилю та слогану Миколаєва, розробленого громадською організацією «МрійДій». Наступного року міська рада Миколаєва, ухвалила рішення затвердити цей логотип як офіційний туристичний логотип Миколаєва[3].
- У жовтні в Миколаєві відбулися українсько-британські навчання «Warrior Watcher-2019», головною метою яких було ознайомлення з теоретичними основами планування та оцінки ризиків захисту аеродромів і критичних об'єктів інфраструктури за стандартами НАТО, підвищення рівня взаємосумісності між підрозділами Збройних Сил України та підрозділами охорони Королівських Військово-Повітряних Сил Великої Британії[4].

## Особи

### Очільники
- Міський голова — Олександр Сєнкевич.

### Почесні громадяни
- Берсон Микола Семенович — директор Миколаївського академічного українського театру драми і музичної комедії.
- Клименко Леонід Павлович — ректор Чорноморського національного університету імені Петра Могили.
- Коренюгін Володимир Іванович — секретар Миколаївської міської ради в період з 15.09.2006 до 24.09.2013.
- Сердцев Вадим Андрійович — громадський діяч, понад 40 років безкорисливо висаджує дерева у місті Миколаєві.
- Січко Сергій Михайлович — директор Миколаївського ліцею №38 імені В. Д. Чайки Миколаївської міської ради Миколаївської області, народний вчитель України.
- Харлан Ольга Геннадіївна — українська фехтувальниця на шаблях, олімпійська чемпіонка 2008 року, 6-разова чемпіонка світу та 8-разова чемпіонка Європи, чемпіонка Європейських ігор, заслужений майстер спорту України.

### Городянин рокуі «Людина року»
- Номінація «Культура» — Мицик Сергій Васильович, директор Миколаївського коледжу культури і мистецтв.
- Номінація «Мистецтво» — Захарова Юлія Вікторівна, директор Палацу культури «Молодіжний».
- Номінація «Туризм» — Чичкалюк Тетяна Олександрівна, голова правління ГО «Асоціація лідерів туристичного бізнесу в Миколаївській області».
- Номінація «Наука і вища школа» — Трушляков Євген Іванович, ректор Національного університету кораблебудування імені адмірала Макарова.
- Номінація «Середня школа» — Цуркіна Тетяна Валентинівна, учитель фізики Першої української гімназії імені Миколи Аркаса.
- Номінація «Фізкультура і спорт» — Гуменюк Сергій Миколайович, директор комплексної дитячо-юнацької спортивної школи ФСТ «Україна».
- Номінація «Промисловість і транспорт» — Іванов Дмитро Степанович, генеральний директор ТОВ «Артіль-ЛТД».
- Номінація «Підприємництво» — Бут Олена Миколаївна, директор ТОВ «Лакомка».
- Номінація «Охорона здоров'я» — Курляк Олена Анатоліївна; лікар-невропатолог вищої категорії комунального некомерційного підприємства Миколаївської міської ради «Міська лікарня № 4».
- Номінація «Засоби масової інформації» — Івашко Олена Миколаївна, власний кореспондент газети «Урядовий кур'єр» в Миколаївській області.
- Номінація «Благодійність і соціальне партнерство» — Капацина Микола Васильович, підприємець, фундатор та творець відкритого громадського простору «8 причал»; Козир Борис Юрійович, бізнесмен, меценат, засновник обласного благодійного фонду «Планета Добра»; Чайка Владислав Володимирович, підприємець, керівник Миколаївської міської громадської організації "Громадське об'єднання «Миколаїв — єдина родина».
- Номінація «Людина року» — Іванова Надія Валеріївна, аграрій, політик, меценат, директор фірми «Золотий колос».

### Померли
- Білий Віктор Олександрович (5 травня 1930 — 29 листопада 2019) — радянський державний і громадський діяч, «Почесний громадянин міста Миколаєва».
- Бобров Микола Євгенович (23 березня 1957, Миколаїв — 16 червня 2019, Миколаїв) — український військовик, генерал-майор, начальник Управління Служби безпеки України в Миколаївській області у 2011—2012 роках, начальник Управління Служби безпеки України в Донецькій області у 2010—2011 роках.
- Гідулянов Валентин Олегович (20 квітня 1938, Миколаїв, УРСР — 27 листопада 2019, Одеса, Україна) — радянський, український і російський художник кіно, художник-постановник, заслужений діяч мистецтв України, лауреат російських кінопремій «Золотий орел» і «Ніка».
- Захаров Сергій Георгійович (1 травня 1950, Миколаїв — 14 лютого 2019, Москва) — радянський і російський естрадний співак (баритон) і актор, Народний артист Російської Федерації.
- Кремінь Дмитро Дмитрович (21 серпня 1953, с. Суха, Іршавський район, Закарпатська область, Українська РСР — 25 травня 2019, Миколаїв) — поет, публіцист, есеїст, перекладач, заслужений діяч мистецтв України, лауреат Шевченківської премії, член Національної спілки письменників України, Асоціації українських письменників, Асоціації естрадних діячів України, головний редактор часопису «Соборна вулиця».
- Пучков Володимир Юрійович (15 березня 1950 — 27 липня 2019) — український російськомовний поет, журналіст, головний редактор газети «Вечірній Миколаїв», заслужений журналіст України.
- Цуркан Людмила Георгіївна (22 серпня 1937, Миколаїв — 23 січня 2019, Дюссельдорф, Німеччина) — співачка (сопрано), вокальний педагог, заслужений діяч мистецтв України, професор.
- Яровий Анатолій Леонтійович (1937 — 23 січня 2019) — український лікар-уролог, заслужений лікар України, «Почесний громадянин міста Миколаєва».